# Berlin Zoologischer Garten
Berlin Zoologischer Garten (pol. Berlin Ogród Zoologiczny), zwany popularnie Bahnhof Zoo (pol. Dworzec Zoo) – stacja i dworzec kolejowy w Berlinie w dzielnicy Charlottenburg, w okręgu administracyjnym Charlottenburg-Wilmersdorf obsługujący pociągi regionalne, a w latach 1882–2006 również połączenia dalekobieżne.
Dworzec powstał jako część trasy kolei estakadowej w 1882 r. w sąsiedztwie berlińskiego Zoo przy Hardenbergplatz, który znajdował się wówczas na granicy Berlina i Charlottenburga. W 1902 powstała w pobliżu, położona około 5 m pod powierzchnią terenu, stacja linii metra (dzisiejszej U2). W latach 1934–1940 dworzec kolejowy został gruntownie przebudowany, rozbudowano go wówczas z dwóch do trzech peronów (położony najdalej na północny zachód stanowił przystanek S-Bahn).

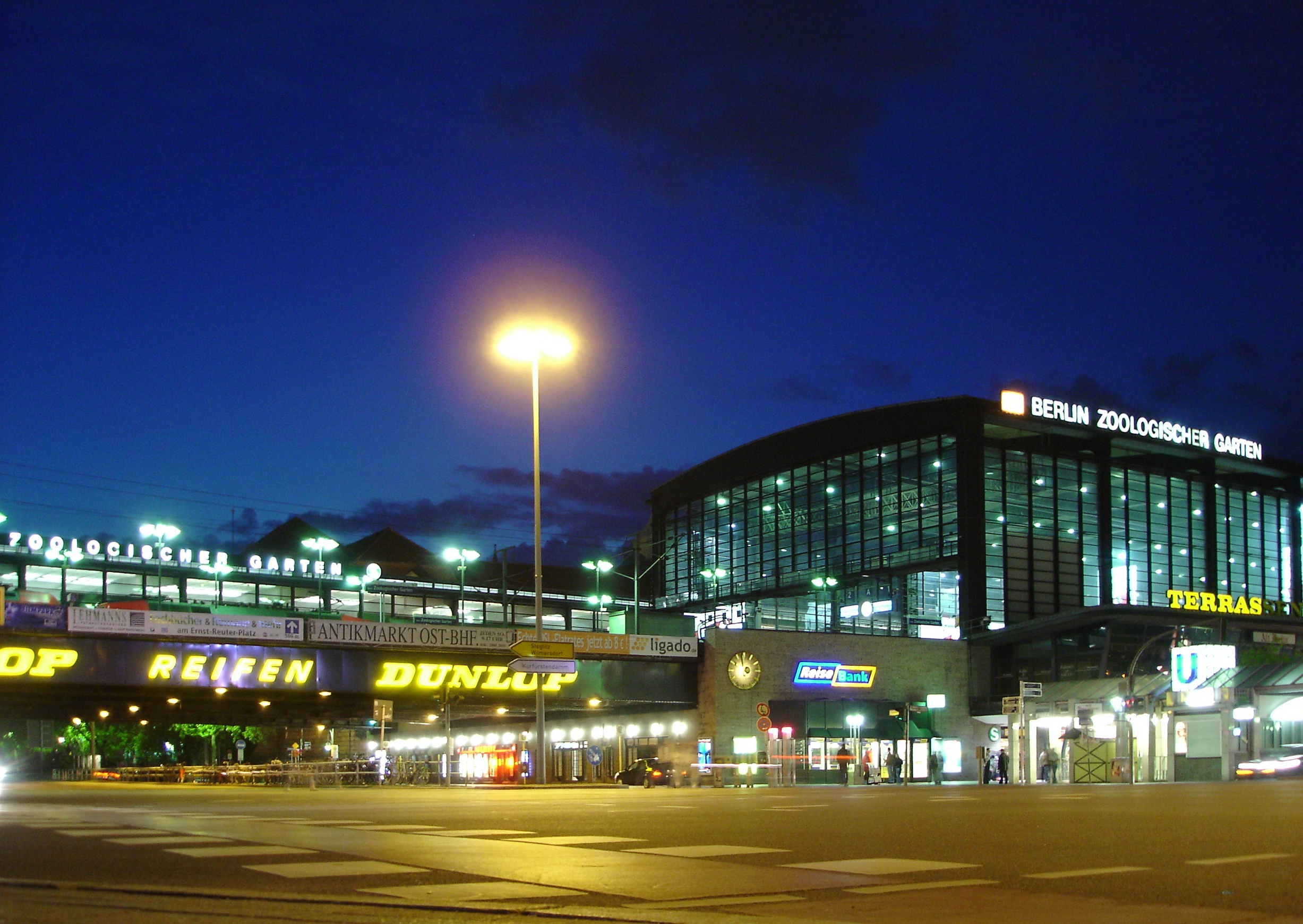
Dworzec Berlin Zoologischer Garten w 2005 r.

W czasie podziału miasta przez Mur Berliński 13 sierpnia 1961 stał się najważniejszym dworcem Berlina Zachodniego, mimo że posiadał tylko dwa perony, nie licząc peronu kolei miejskiej. Był to jeden z typowych dla Berlina przejawów nienaturalnego podziału miasta. Jeszcze w sierpniu 1961 otworzono przebiegającą z południa na północ linię metra G (dziś U9), a na niej stację koło Dworca Zoo. Na Hardenbergplatz przed dworcem powstał największy dworzec autobusowy Berlina, używany jednak jedynie przez autobusy miejskie.
W latach 70. i 80. tylne wyjścia dworca położone przy Jebensstraße stały się miejscem, w którym zbierali się narkomani oraz młodociane uliczne prostytutki. Książka My, dzieci z dworca Zoo Christiany F. przedstawiała codzienność środowiska narkomanów z dworca. W końcu lat 80. rygorystyczne kontrole policyjne spowodowały, że narkomani przenieśli się w inne miejsca. Mimo wszystko okolice dworca pozostały schronieniem dla bezdomnych, przede wszystkim sąsiadujące z nim wiadukty drogowe. Zwłaszcza turyści uskarżali się na nieprzyjemne warunki panujące na stacji. W 1991 r. dworzec zainspirował irlandzką grupę rockową U2 do napisania piosenki Zoo Station.
Latem 2005 r. szef Deutsche Bahn, Hartmut Mehdorn, ogłosił, że od 28 maja 2006 pociągi dalekobieżne nie będą się zatrzymywały na Dworcu Zoo. Mimo wielu protestów ze strony mieszkańców, przedsiębiorców i lokalnych polityków z zachodniej części Berlina 6 lipca 2005 przedstawiono ostateczny układ komunikacyjny grzyba kolejowego. Jedynie pociągi nocne szwajcarskiego przedsiębiorstwa CNL oraz wychodzące w kierunku wschodnim (do Rosji i na Ukrainę) zatrzymują się na dworcu, a poza nimi jedynie pociągi regionalne i przyspieszone. Do grudnia 2006 z dworca korzystały ponadto pociągi dalekobieżne InterConnex przedsiębiorstwa Connex. Według danych Deutsche Bahn przed otwarciem Dworca Głównego zatrzymywało się na Dworcu Zoo około 150 pociągów dalekobieżnych i około 230 regionalnych dziennie, a z dworca korzystało 200 tys. podróżnych. Po zamknięciu ruchu dalekobieżnego liczba podróżnych spadła do około 100 tys., również w ruchu regionalnym dworzec stracił na znaczeniu na rzecz Dworca Friedrichstraße.